# Nowa Serbia (partia polityczna)
Nowa Serbia (serb. Nova Srbija / Нова Србија, NS) – serbska partia polityczna o profilu konserwatywnym.

## Historia
Partię założył w 1998 burmistrz Čačaku Velimir Ilić, który od tego czasu stoi na jej czele. Wraz ze swoimi zwolennikami opuścił Serbski Ruch Odnowy Vuka Draškovicia. NS współtworzyła koalicje opozycyjnych ugrupowań, w tym Demokratyczną Opozycję Serbii. Jej lider należał do przywódców DOS, a także do głównych postaci wydarzeń, które doprowadziły do obalenia Slobodana Miloševicia. W 2000 Nowa Serbia w ramach DOS uzyskała 8 miejsc w Zgromadzeniu Narodowym. Velimir Ilić nie wszedł w skład nowego rządu, pozostając na urzędzie burmistrza. W 2003 partia wystartowała w koalicji z Serbskim Ruchem Odnowy, lista wyborcza zdobyła 22 mandaty, z czego 9 przypadło NS. W 2007 i w 2008 Nowa Serbia startowała wspólnie z Demokratyczną Partią Serbii, wprowadzając odpowiednio 14 i 9 deputowanych. W latach 2004–2008 była ugrupowaniem rządzącym, jej przywódca sprawował urząd ministra.
W 2010 Nowa Serbia podjęła współpracę z Serbską Partią Postępową, skupiona wokół SNS koalicja zwyciężyła w wyborach w 2012. NS uzyskała 8 miejsc w Zgromadzeniu Narodowym, Velimir Ilić ponownie otrzymał ministerialną nominację. W 2014 Nowa Serbia startowała ponownie wspólnie z SNS, a wspólna koalicja zdobyła ponad 3/5 mandatów. Przywódca Nowej Serbii pozostał w składzie powołanego po wyborach rządu Aleksandara Vučicia. W wyborach w 2016 kandydaci Nowej Serbii również znaleźli się na liście skupionej wokół postępowców, co pozwoliło na uzyskanie kilkuosobowej reprezentacji poselskiej.
W 2017 Nowa Serbia zadeklarowała przejście do opozycji wobec zdominowanego przez postępowców rządu, co spowodowało odejście z partii części jej działaczy (m.in. Dubravki Filipovski). Na potrzeby wyborów w 2020 NS współtworzyła koalicję, która nie uzyskała poselskiej reprezentacji.